# عبد الله الدعيع
عبد الله الدعيع، لاعب كرة قدم سعودي سابق.
هو عبد الله بن عبد العزيز بن دعيع الشمري، مواليد 1381هـ في مدينة حائل شمال السعودية. حارس سابق في أندية الطائي والهلال، كما مثل المنتخب السعودي الأول لكرة القدم.
يعد عبد الله أحد أهم النجوم في تاريخ كرة القدم السعودية، إذ أنه عاصر وساهم في الانجازات والبطولات التي جاءت كبداية لانطلاقة الكرة السعودية نحو العالمية. كما ساهم في عدد من الانجازات مع الطائي والهلال.
وعبد الله من عائلة رياضية كبيرة، إذ إن شقيقه الأصغر محمد الدعيع حرس للطائي والهلال، كما أن ابنه بدر الدعيع يحرس حالياً مع النصر، ابنه الآخر سلطان يلعب في خط الـدفـاع مع نادي الهلال.

## مسيرته الكروية
عملاق آسيا عبد الله الدعيع لعب في بداية مشواره الكروي في نهاية حقبة السبعينات الميلادية كمدافع مالبث أن تحول لحارس يشار إليه بالبنان وذلك بعد أن أن إحتاجه مدربه فرج الطلال حارساً للمرمى يعوض غياب الحارس الأساسي وبديله فوقع الاختيار على عبد الله الدعيع لكونه صاحب قامة طويلة.
وكانت المباراة الأولى له في خط الحراسة أمام فريق اللواء وحقق نجاحاً ملحوظاً في تلك المباراة لتكون نقطة الانطلاق إلى عالم النجومية والأضواء وقد اكتمل نجاحه باختيار المدرب العالمي زجالو عام 1982م ليكون أحد حراس المنتخب آنذاك وظل الدعيع احتياطياً لمدة عامين لكن اليأس لم يدخل قلبه حتى واتته الفرصة عام 1984م فأشركه المدرب الوطني خليل الزياني أساسياً في التصفيات التمهيدية لكأس أمم آسيا الثامنة وساهم في وصول المنتخب للنهائيات في سنغافورة وهناك كان ميلاده الحقيقي .
نال الدعيع في تلك البطولة أحسن حارس في آسيا كأول حارس سعودي يحصل على مثل هذا اللقب وذلك بعد إبداعاته التي تجلت أمام الصين وإيران وكوريا الجنوبية. كما ساهم الدعيع في الفوز بلقب كأس آسيا 88 بقطر.
وانتقل عبد الله في عام 1993م إلى الهلال في صفقة كبيرة، واستفاد منه الهلال في تحقيق عدد من البطولات كان أبرزها لقب كأس الاتحاد السعودي 94م ولقب الدوري السعودي قبل أن يعتزل الكرة عام 1997م.

## اسهاماته مع الهلال
- تحقيق الدوري السعودي عام 1416هـ
- كأس ولي العهد عام 1415هـ.
- تحقيق كأس الاتحاد السعودي مرتين و1413هـ و1416هـ.
- كأس آسيا ابطال الكوؤس 1417هـ.
- كاس العرب لابطال الدوري مرتين 1415هـ و1416هـ.

## اسهاماته مع المنتخب
- تحقيق كأس آسيا 1984م.
- تحقيق كأس آسيا 1988م.

## روابط خارجية
- عبد الله الدعيع على موقع الاتحاد الدولي (مؤرشف)  (الإنجليزية)
- عبد الله الدعيع على موقع ناشيونال فوتبول تيمز (الإنجليزية)
- عبد الله الدعيع على موقع أوليمبيديا (الإنجليزية)